# Ham (Wiltshire)
Ham – wieś w Anglii, w hrabstwie Wiltshire. Leży 38 km na północny wschód od miasta Salisbury i 99 km na zachód od Londynu.